# Charles Dorian
Charles Dorian (født, 27. juni 1891, død 21. oktober 1942) var en amerikansk filmskuespiller og assisterende filminstruktør. Han vandt en Oscar for bedste assisterende instruktør i 1934.
Han spillede med i 27 film, de fleste af dem kortfilm, mellem 1915 og 1920. Som assisterende instruktør er han krediteret 40 gange fra 1920 til 1939.
Dorian blev født i Santa Monica i Californien og døde i 1942 i Albuquerque i New Mexico af et hjerteanfald.